# Progressione del record italiano del salto in alto femminile

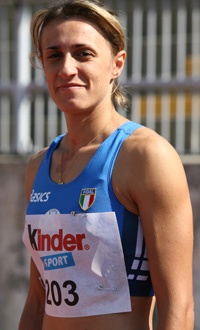
Antonietta Di Martino, detentrice del record italiano del salto in alto dal 2007.

La voce seguente illustra la progressione del record italiano del salto in alto femminile di atletica leggera.
Il primo record italiano femminile in questa disciplina venne ratificato il 14 aprile 1912, probabilmente con l'utilizzo di una pedana di battuta. Il primo record senza pedana risale invece al 16 aprile 1922.

## Progressione

### Probabilmente con pedana
| Misura | Atleta         | Società                 | Luogo    | Data           | Note |
| ------ | -------------- | ----------------------- | -------- | -------------- | ---- |
| 1,10 m | Anna Triconi   | Società Ginnastica Roma | Roma     | 14 aprile 1912 |      |
| 1,25 m | Maria Bernardi |                         | Schio    | 2 ottobre 1920 |      |
| 1,25 m | Lea Gabrielli  | Folgore Ancona          | Macerata | 22 maggio 1921 |      |

### Senza pedana

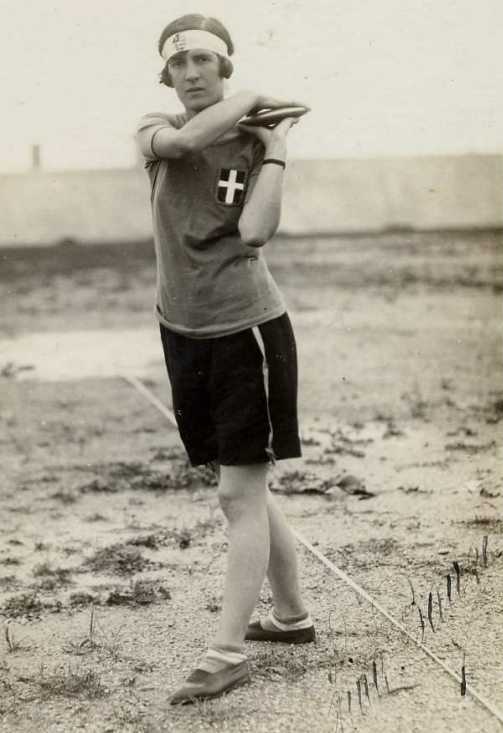
Lina Banzi, detentrice del record italiano dal 1923 al 1924.

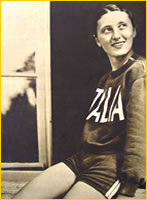
Ondina Valla, detentrice del record italiano dal 1930 al 1936 e dal 1937 al 1955.

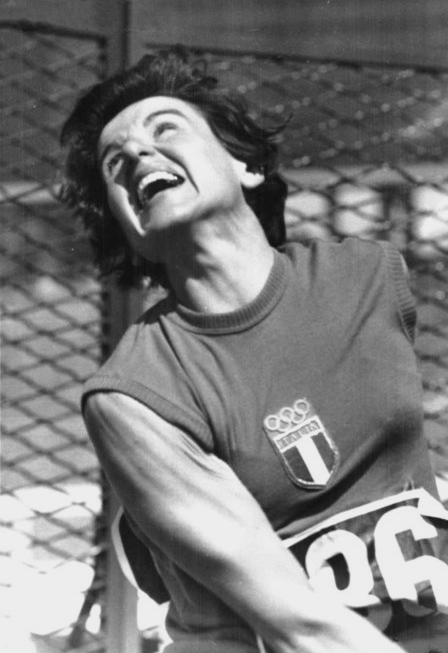
Paola Paternoster, detentrice del record italiano dal 1955 al 1959.

Sara Simeoni, detentrice del record italiano dal 1970 al 2007: con la misura di 2,01 m. stabilita a Brescia il 4 agosto 1978 (nella foto), è stata l'unica italiana a detenere anche il record mondiale

| Misura  | Atleta                | Società                                  | Luogo               | Data              | Note            |
| ------- | --------------------- | ---------------------------------------- | ------------------- | ----------------- | --------------- |
| 1,15 m  | Emma Ghiringhelli     | Unione Sportiva Milanese                 | Montecarlo          | 16 aprile 1922    |                 |
| 1,15 m  | Bruna Pizzini         | Sport Club Italia                        | Montecarlo          | 16 aprile 1922    |                 |
| 1,30 m  | Andreina Sacco        | Magistero di Educazione Fisica di Torino | Roma                | 20 maggio 1922    |                 |
| 1,33 m  | Andreina Sacco        | Club Atletico Torino                     | Milano              | 11 marzo 1923     |                 |
| 1,35 m  | Lina Banzi            | SG Pro Patria et Libertate               | Montecarlo          | 4 aprile 1923     |                 |
| 1,35 m  | Andreina Sacco        | Club Atletico Torino                     | Montecarlo          | 4 aprile 1923     |                 |
| 1,37 m  | Lina Banzi            | SG Pro Patria et Libertate               | Montecarlo          | 4 aprile 1923     |                 |
| n/d     | Lina Banzi            | SG Pro Patria et Libertate               | Milano              | 6 maggio 1923     |                 |
| 1,40 m  | Lina Banzi            | SG Pro Patria et Libertate               | Milano              | 17 giugno 1923    |                 |
| 1,40 m  | Andreina Sacco        | libera                                   | Milano              | 20 luglio 1924    |                 |
| 1,41 m  | Andreina Sacco        | libera                                   | Imola               | 14 settembre 1924 |                 |
| 1,42 m  | Silia Martini         | Società Ginnastica Triestina             | Dalmine             | 15 luglio 1928    |                 |
| 1,43 m  | Ondina Valla          | Virtus Bologna Sportiva                  | Firenze             | 5 ottobre 1930    |                 |
| 1,45 m  | Ondina Valla          | Virtus Bologna Sportiva                  | Bologna             | 3 maggio 1931     |                 |
| 1,48 m  | Ondina Valla          | Virtus Bologna Sportiva                  | Bologna             | 18 giugno 1931    |                 |
| 1,48 m  | Ondina Valla          | Virtus Bologna Sportiva                  | Milano              | 27 agosto 1933    |                 |
| 1,50 m  | Ondina Valla          | Virtus Bologna Sportiva                  | Verona              | 1º ottobre 1933   |                 |
| 1,517 m | Ondina Valla          | Virtus Bologna Sportiva                  | Udine               | 8 ottobre 1933    |                 |
| 1,54 m  | Claudia Testoni       | Venchi Unica Torino                      | Torino              | 27 settembre 1936 |                 |
| 1,56 m  | Ondina Valla          | Virtus Bologna Sportiva                  | Bologna             | 5 settembre 1937  |                 |
| 1,57 m  | Paola Paternoster     | Urbe Roma                                | Roma                | 25 settembre 1955 |                 |
| 1,60 m  | Paola Paternoster     | Urbe Roma                                | Roma                | 10 maggio 1956    |                 |
| 1,61 m  | Paola Paternoster     | Urbe Roma                                | Strasburgo          | 27 maggio 1956    |                 |
| 1,62 m  | Paola Paternoster     | Urbe Roma                                | Napoli              | 24 giugno 1956    |                 |
| 1,64 m  | Marinella Bortoluzzi  | Associazione Sportiva Roma               | Roma                | 6 settembre 1959  |                 |
| 1,65 m  | Marinella Bortoluzzi  | Associazione Sportiva Roma               | Carrara             | 12 giugno 1960    |                 |
| 1,65 m  | Marinella Bortoluzzi  | Associazione Sportiva Roma               | Roma                | 11 giugno 1961    |                 |
| 1,66 m  | Marinella Bortoluzzi  | Associazione Sportiva Roma               | Roma                | 25 giugno 1961    |                 |
| 1,67 m  | Osvalda Giardi        | CUS Pisa                                 | Bergamo             | 23 settembre 1962 |                 |
| 1,68 m  | Anna Rosa Bellamoli   | Scala Azzurra Verona                     | Milano              | 28 giugno 1969    |                 |
| 1,70 m  | Laura Bortoli         | CUS Padova                               | Padova              | 14 aprile 1970    |                 |
| 1,71 m  | Sara Simeoni          | Scala Azzurra Verona                     | Padova              | 9 maggio 1970     |                 |
| 1,72 m  | Sara Simeoni          | Scala Azzurra Verona                     | Roma                | 16 maggio 1970    |                 |
| 1,73 m  | Sara Simeoni          | Scala Azzurra Verona                     | Roma                | 14 luglio 1970    |                 |
| 1,73 m  | Sara Simeoni          | Scala Azzurra Verona                     | Bucarest            | 2 agosto 1970     |                 |
| 1,75 m  | Sara Simeoni          | Scala Azzurra Verona                     | Castelfranco Veneto | 6 settembre 1970  |                 |
| 1,75 m  | Laura Bortoli         | CUS Padova                               | Padova              | 23 maggio 1971    |                 |
| 1,75 m  | Silvia Massenz        | Fiat Torino                              | Torino              | 3 luglio 1971     |                 |
| 1,76 m  | Sara Simeoni          | Scala Azzurra Verona                     | Roma                | 7 luglio 1971     |                 |
| 1,77 m  | Silvia Massenz        | Fiat Torino                              | Ancona              | 17 luglio 1971    |                 |
| 1,78 m  | Sara Simeoni          | Scala Azzurra Verona                     | Helsinki            | 12 agosto 1971    |                 |
| 1,78 m  | Sara Simeoni          | Scala Azzurra Verona                     | Madrid              | 12 settembre 1971 |                 |
| 1,80 m  | Sara Simeoni          | Scala Azzurra Verona                     | Madrid              | 12 settembre 1971 |                 |
| 1,80 m  | Sara Simeoni          | Scala Azzurra Verona                     | Londra              | 5 agosto 1972     |                 |
| 1,82 m  | Sara Simeoni          | Scala Azzurra Verona                     | Monaco di Baviera   | 4 settembre 1972  |                 |
| 1,85 m  | Sara Simeoni          | Scala Azzurra Verona                     | Monaco di Baviera   | 4 settembre 1972  |                 |
| 1,86 m  | Sara Simeoni          | Scala Azzurra Verona                     | Roma                | 15 settembre 1973 |                 |
| 1,86 m  | Sara Simeoni          | Scala Azzurra Verona                     | Roma                | 8 settembre 1974  |                 |
| 1,89 m  | Sara Simeoni          | Scala Azzurra Verona                     | Roma                | 8 settembre 1974  |                 |
| 1,90 m  | Sara Simeoni          | Scala Azzurra Verona                     | Avezzano            | 22 settembre 1974 |                 |
| 1,90 m  | Sara Simeoni          | Libertas Ligabò Verona                   | Torino              | 8 luglio 1976     |                 |
| 1,91 m  | Sara Simeoni          | Libertas Ligabò Verona                   | Montréal            | 28 luglio 1976    |                 |
| 1,92 m  | Sara Simeoni          | Libertas Ligabò Verona                   | San Sebastián       | 12 marzo 1977     | i               |
| 1,93 m  | Sara Simeoni          | Libertas Ligabò Verona                   | Formia              | 15 maggio 1977    |                 |
| 1,95 m  | Sara Simeoni          | Fiat Iveco Torino                        | Milano              | 23 febbraio 1978  | i               |
| 1,95 m  | Sara Simeoni          | Fiat Iveco Torino                        | Formia              | 18 giugno 1978    |                 |
| 1,97 m  | Sara Simeoni          | Fiat Iveco Torino                        | Kouvola             | 11 luglio 1978    |                 |
| 1,98 m  | Sara Simeoni          | Fiat Iveco Torino                        | Brescia             | 4 agosto 1978     |                 |
| 2,01 m  | Sara Simeoni          | Fiat Iveco Torino                        | Brescia             | 4 agosto 1978     | Record mondiale |
| 2,01 m  | Sara Simeoni          | Fiat Iveco Torino                        | Praga               | 31 agosto 1978    | =               |
| 2,02 m  | Antonietta Di Martino | Gruppo Sportivo Fiamme Gialle            | Torino              | 8 giugno 2007     |                 |
| 2,03 m  | Antonietta Di Martino | Gruppo Sportivo Fiamme Gialle            | Milano              | 24 giugno 2007    |                 |
| 2,03 m  | Antonietta Di Martino | Gruppo Sportivo Fiamme Gialle            | Osaka               | 2 settembre 2007  |                 |

Nota: Osvalda Giardi ottenne la misura di 1,63 m a Bologna il 14 settembre 1957, ma con l'aiuto di una scarpa con suola più alta del consentito.